# مسجد مدنی بروجن
مسجد مدنی بروجن مربوط به دوره قاجار - دوره پهلوی دوم است و در بروجن، خیابان پانزده خرداد واقع شده و این اثر در تاریخ ۷ خرداد ۱۳۸۷ با شمارهٔ ثبت ۲۲۹۶۱ به‌عنوان یکی از آثار ملی ایران به ثبت رسیده است.